# Universitetsgatan, Åbo

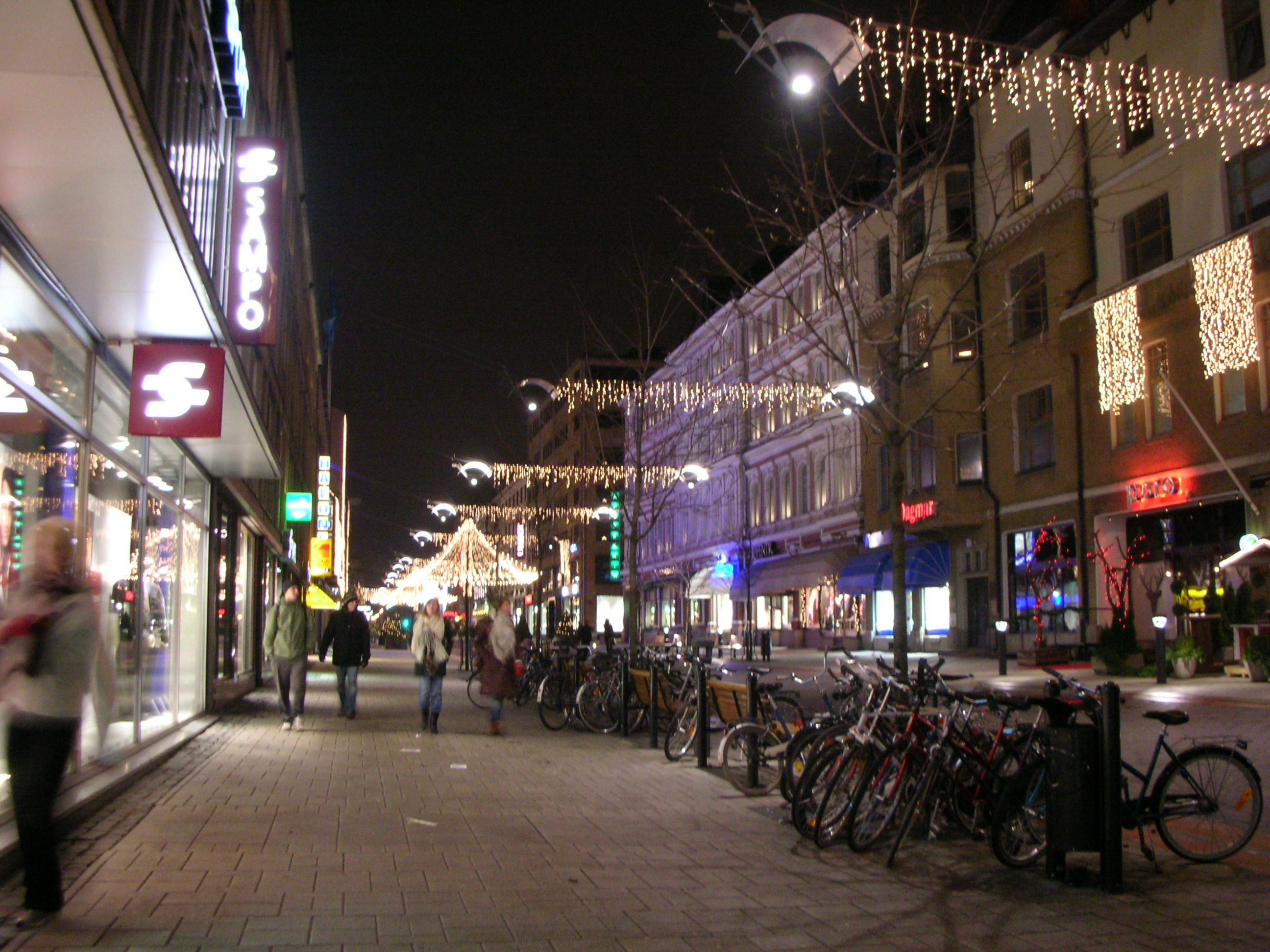
Universitetsgatan i Åbo.

Universitetsgatan (finska: Yliopistonkatu) är en gata i centrala Åbo. Gatan sträcker sig från Väverigatan till Skolgatan.
Sedan 2001 har delen mellan Auragatan och Humlegårdsgatan varit gågata. Universitetsgatan är den officiella julgatan i Åbo.
Gatans ursprungliga namn är Ryska kyrkogatan. Under 1910- och 1920-talen föreslog man att namnet skulle ändras till Frihetsgatan, Gustaf Adolfsgatan, Storgatan eller Universitetsgatan. Ryska kyrkogatan blev Universitetsgatan officiellt den 25 februari 1924.

## Byggnader
- Varuhuset Stockmann
- Åbo ortodoxa kyrka av Carl Ludvig Engel
- Byggnaderna Hospits-Betel och Atrium av Erik Bryggman
- Primahuset av Frithiof Strandell